# 努埃尔河
努埃尔河（法語：Nouère，法語發音：[nwɛʁ]）是法国新阿基坦大区夏朗德省的河流，是夏朗德河的右支流，长25.8千米，发源自鲁亚克，于利纳尔流入夏朗德河。